# Stachys coccinea
Stachys coccinea là một loài thực vật có hoa trong họ Hoa môi. Loài này được Ortega miêu tả khoa học đầu tiên năm 1797.